# The Emperor Waltz
The Emperor Waltz is een Amerikaanse muziekfilm uit 1948 onder regie van Billy Wilder.

## Verhaal
De Amerikaanse handelsreiziger Virgil Smith verkoopt grammofoons (platenspelers) in Oostenrijk-Hongarije. Hij wil die vooral verkopen aan keizer Frans Jozef, maar diens lijfwachten denken dat hij een bom bij zich heeft. Virgil leert gravin Johanna von Stolzenberg-Stolzenberg kennen. Ze worden verliefd op elkaar, maar de keizer heeft reserves bij hun relatie.
Tegelijkertijd vieren gravin Johanna Augusta Franziska von Stoltzenberg-Stolzenberg (Joan Fontaine) en haar vader, baron Holenia, het feit dat hun zwarte poedel Scheherezade is uitgekozen om te paren met de poedel van de keizer. Als ze het paleis verlaten, ontmoeten ze Virgil en zijn witte fox terrier Buttons, wiens handgemeen met Scheherezade leidt tot een discussie over klassenonderscheid.
Virgil overtuigt uiteindelijk Johanna dat ware liefde hun sociale verschillen kan overwinnen en wil met haar trouwen; hij vraagt de keizer om haar hand. Maar die is er zeker van dat Johanna nooit gelukkig zou kunnen zijn in Newark, New Jersey.
Na veel dramatische gebeurtenissen stemt de keizer uiteindelijk ermee in dat Virgil en Johanna trouwen.

## Rolverdeling
| Acteur           | Personage               |
| ---------------- | ----------------------- |
| Bing Crosby      | Virgil Smith            |
| Joan Fontaine    | Johanna von Stolzenberg |
| Roland Culver    | Baron Holenia           |
| Lucile Watson    | Prinses Bitotska        |
| Richard Haydn    | Keizer Frans Jozef      |
| Harold Vermilyea | Kamerheer               |
| Sig Ruman        | Dokter Zwieback         |
| Julia Dean       | Aartshertogin Stefanie  |
| Bert Prival      | Chauffeur               |
| Alma Macrorie    | Herbergierster          |
| Roberta Jonay    | Kamermeisje             |
| John Goldsworthy | Opperhofmeester         |

## Prijzen en nominaties
| Jaar | Prijs                          | Categorie                  | Genomineerde(n)               | Uitslag     |
| ---- | ------------------------------ | -------------------------- | ----------------------------- | ----------- |
| 1948 | Oscars                         | Beste kostuumontwerp       | Edith Head Gile Steele        | Genomineerd |
| 1948 | Oscars                         | Beste originele muziek     | Victor Young                  | Genomineerd |
| 1948 | Writers Guild of America Award | Best geschreven muziekfilm | Billy Wilder Charles Brackett | Genomineerd |